# 三角地駅
三角地駅（サムガクチえき）は、大韓民国ソウル特別市龍山区漢江路1街にある、ソウル交通公社の駅。
「戦争記念館」という副駅名が付いている。

## 利用可能な鉄道路線
ソウル交通公社
 4号線 - 駅番号は「428」
 6号線 - 駅番号は「628」

## 歴史
- 1985年10月18日 - ソウル特別市地下鉄公社（当時）4号線・漢城大入口-舎堂区間の開通とともに開業。
- 2000年12月15日 - ソウル特別市都市鉄道公社（当時）6号線・鷹岩-上月谷区間の開通とともに乗換駅になる。
- 2005年1月1日 - ソウル特別市地下鉄公社がソウルメトロに改称。4号線はソウルメトロの駅となる。
- 2014年4月3日 - 4号線のKORAIL所属車両が当駅で脱線、ソウル駅-舎堂間が5時間不通となる[1]。
- 2017年5月31日 - ソウルメトロとソウル特別市都市鉄道公社が統合され、ソウル交通公社の駅となる。
- 2024年10月頃 - 「戦争記念館」という副駅名が付与される[2]。

### 駅名の由来
駅名の由来は1967年に開通した三角地高架道路から由来しているが、この高架道路は6号線の工事による地盤沈下が懸念されたことから、1994年7月9日の夜中に撤去され、現存しない。歌手ベ・ホ（裵湖）が歌った「戻る三角地」もこの三角地高架道路がモデルとなっている。駅構内には、彼とこの歌を記念して「裵湖　出会いの広場」が設置されている。

## 駅構造
4号線は相対式ホーム2面2線を有する地下駅で、フルスクリーンタイプのホームドアが設置されている。6号線に乗り換える場合は両ホーム共に淑大入口寄りにある連絡通路を利用することができる。
改札口は2ヶ所あり、化粧室は改札内に1ヶ所ある。出入口は1番から6番までの合計6ヶ所ある。
6号線は島式ホーム1面2線を有する地下駅で、フルスクリーンタイプのホームドアが設置されている。4号線に乗り換える場合、仏岩山方面はホーム緑莎坪寄りの階段を烏耳島方面はホーム孝昌公園前寄りの階段を上って連絡通路を利用することができる。
改札口は2ヶ所あり、化粧室は改札外に1ヶ所ある。出入口は7番から14番までの合計8ヶ所ある。

### のりば
のりばの番号は存在しない。
| ホーム      | 路線        | 行先                                         |             |
| 4号線ホーム | 4号線ホーム | 4号線ホーム                                  | 4号線ホーム |
| ----------- | ----------- | -------------------------------------------- | ----------- |
| 上り        | 4号線       | ソウル駅・東大門・漢城大入口・仏岩山方面     |             |
| 下り        | 4号線       | 舎堂・衿井・安山・烏耳島方面                 |             |
| 6号線ホーム |             |                                              |             |
| 上り        | 6号線       | 孔徳・合井・デジタルメディアシティ・鷹岩方面 |             |
| 下り        | 6号線       | 薬水・東廟前・石渓・新内方面                 |             |

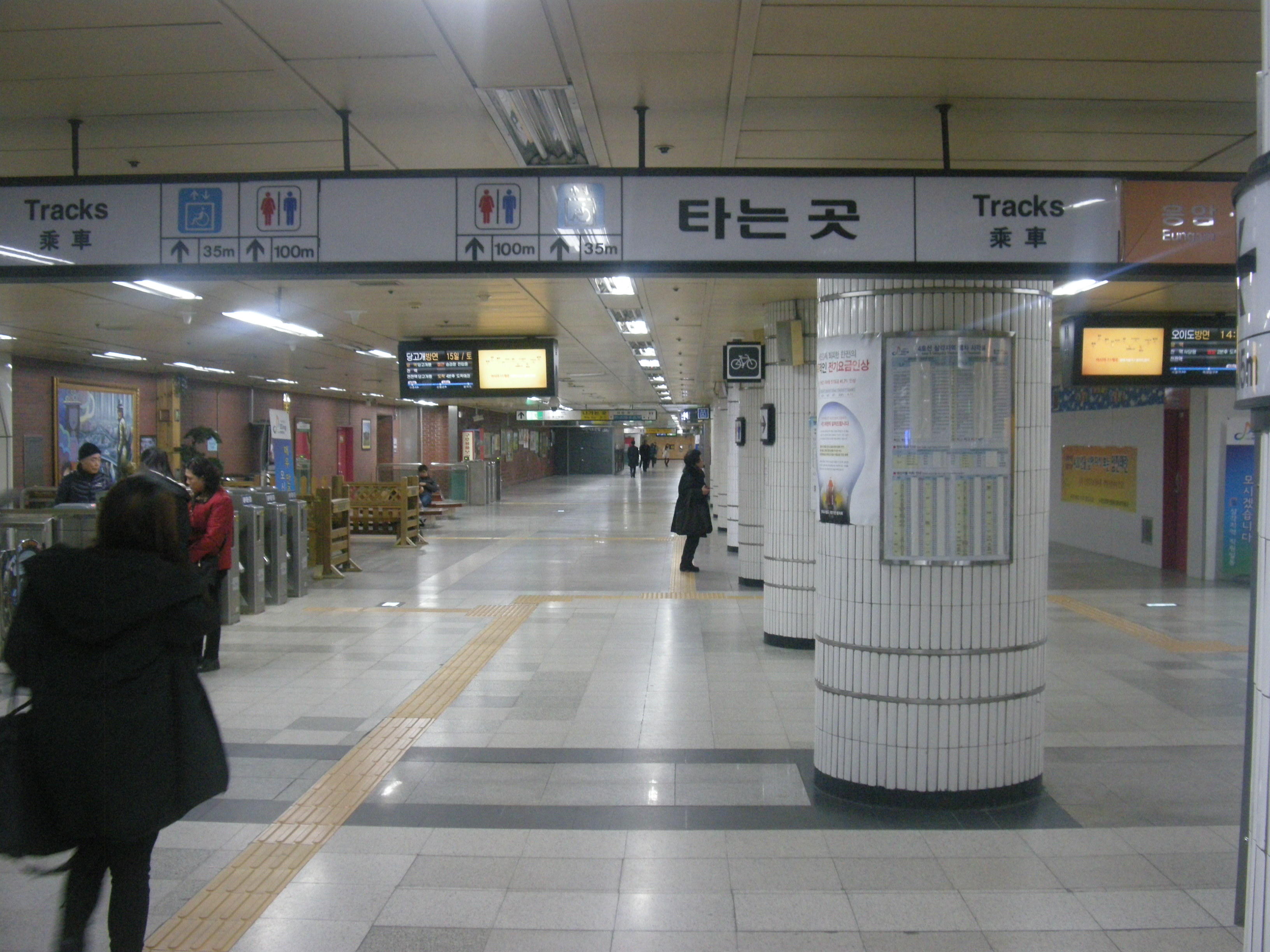
4号線改札階（2012年撮影）
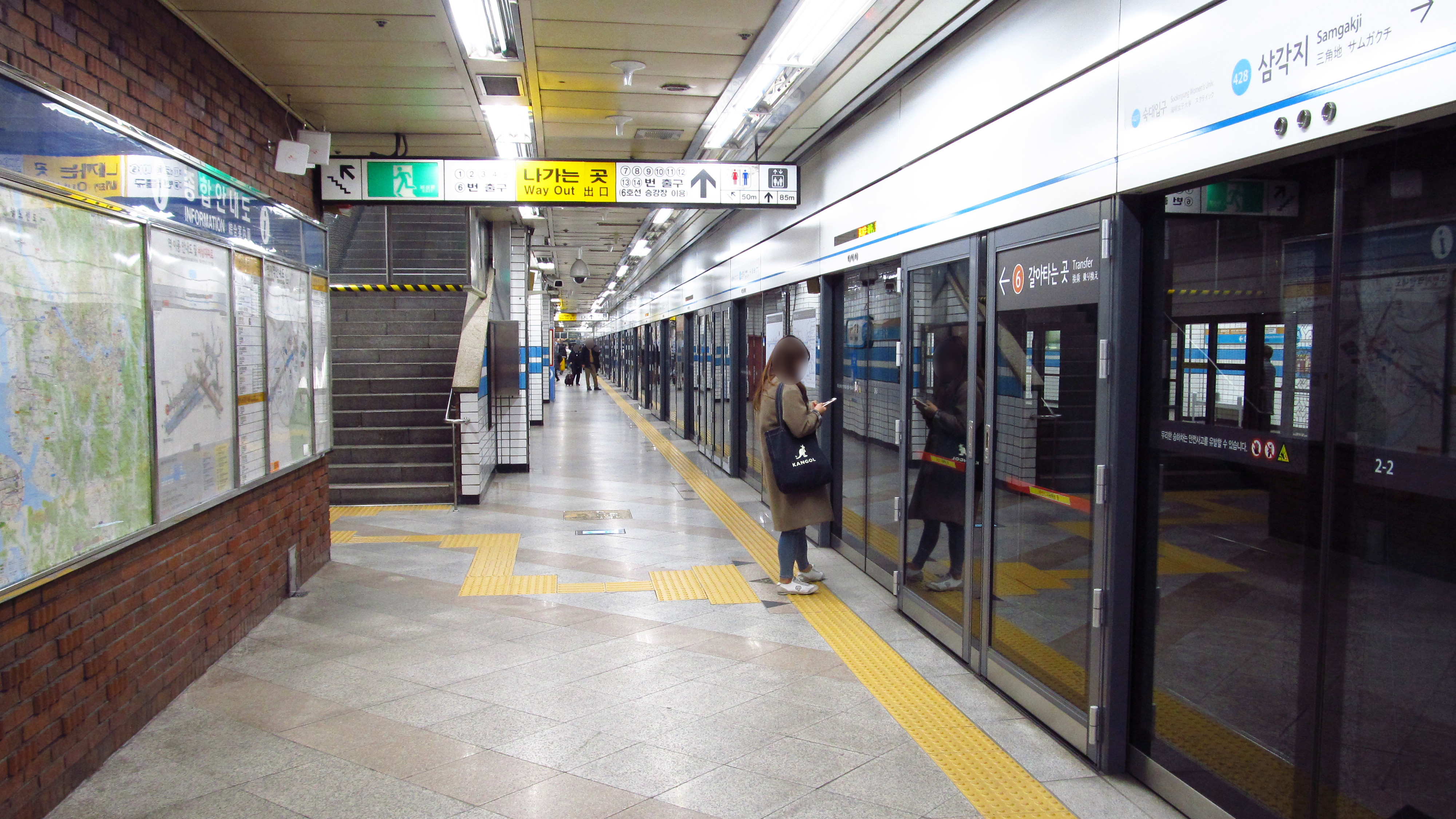
4号線ホーム（2018年撮影）
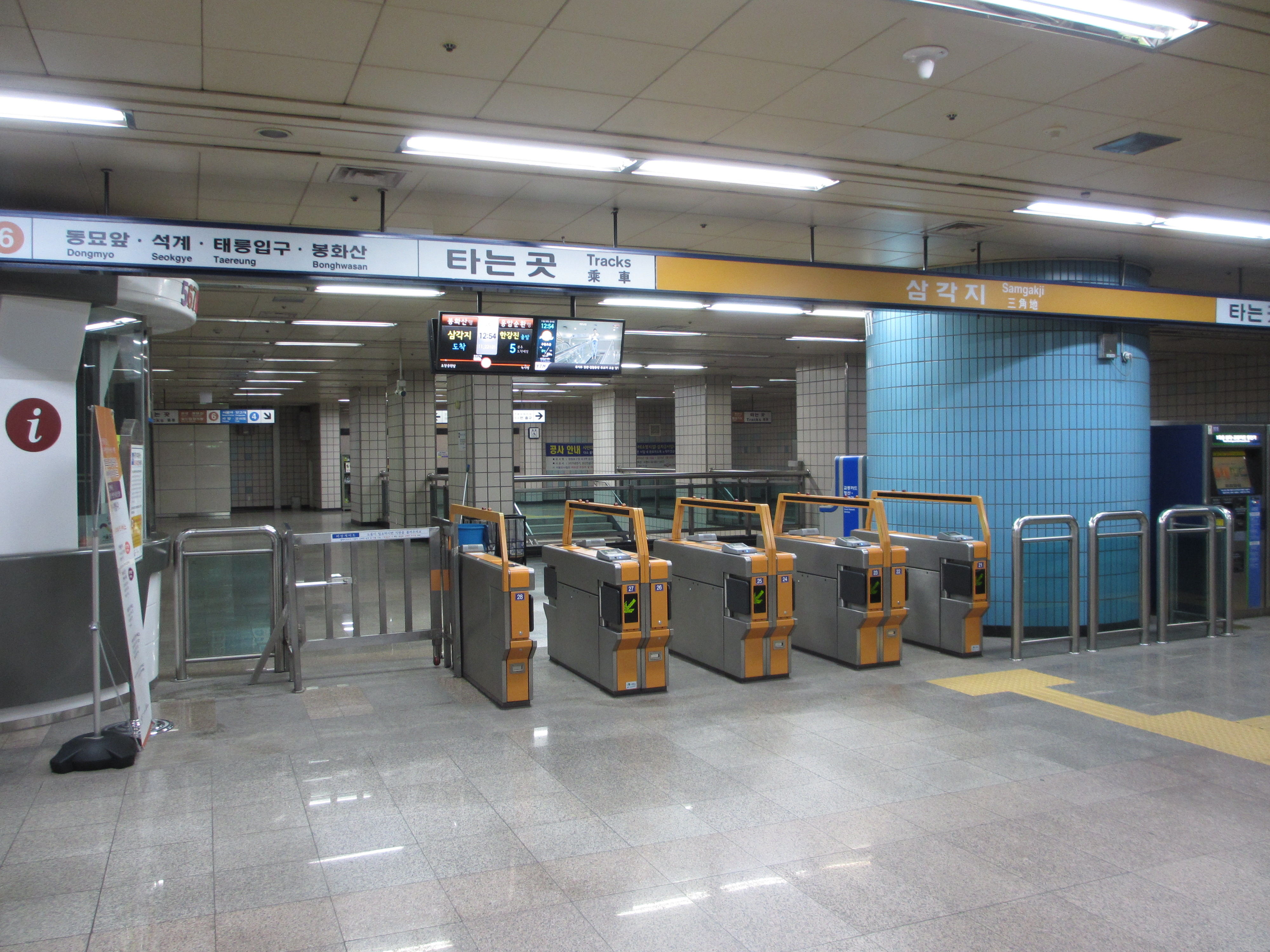
6号線改札口（2013年撮影）
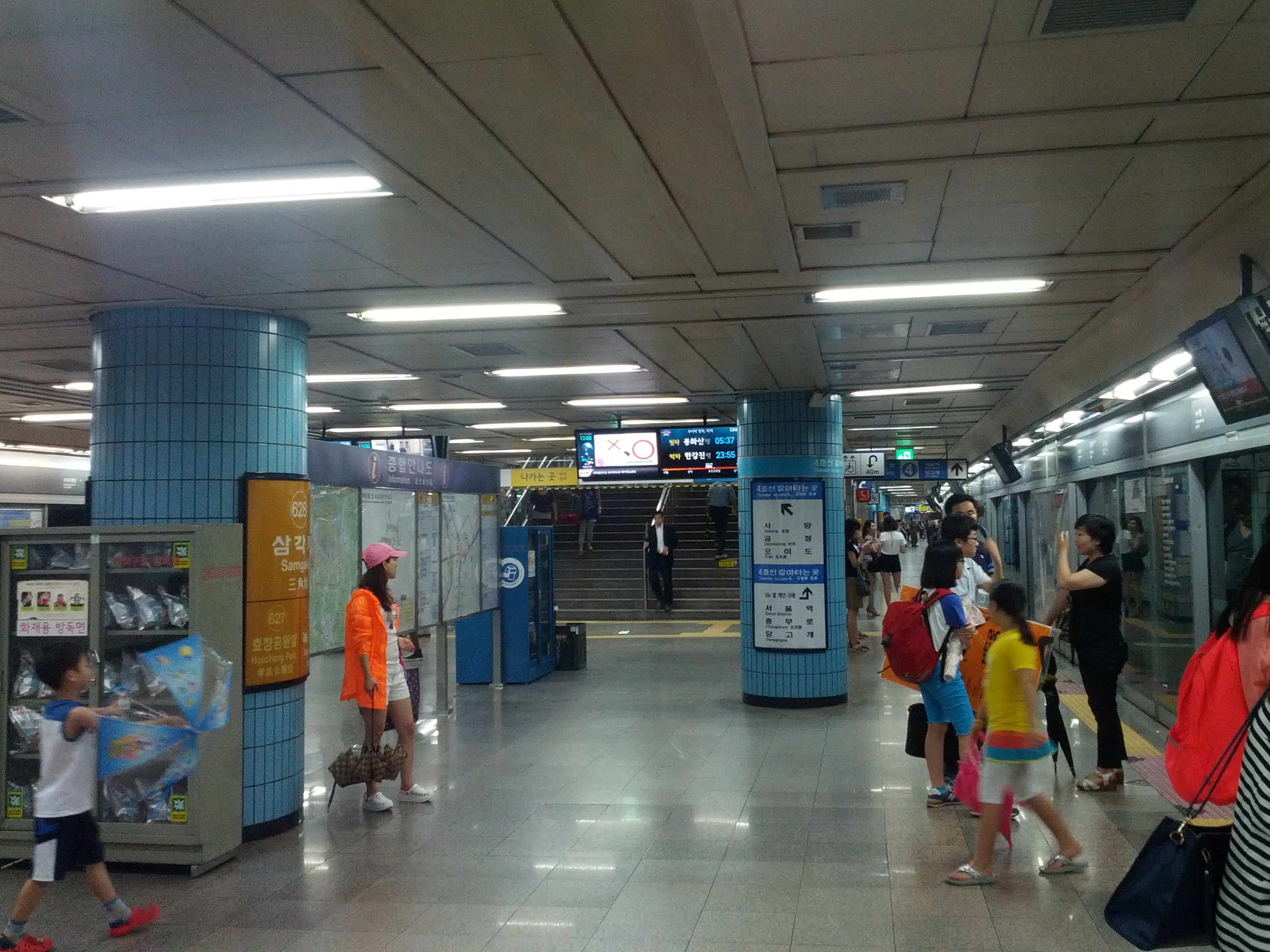
6号線ホーム（2013年撮影）

## 利用状況
近年の1日平均利用人員推移は下記のとおり。なお、6号線の2000年は開業日の12月15日から12月31日までの17日間の平均である。
| 路線  | 路線     | 2000年 | 2001年 | 2002年 | 2003年 | 2004年 | 2005年 | 2006年 | 2007年 | 2008年 | 2009年 | 出典  |
| ----- | -------- | ------ | ------ | ------ | ------ | ------ | ------ | ------ | ------ | ------ | ------ | ----- |
| 4号線 | 乗車人員 | 5,886  | 5,273  | 5,143  | 5,007  | 5,011  | 5,610  | 6,050  | 5,206  | 5,338  | 5,670  | [ 5 ] |
| 4号線 | 降車人員 | 6,786  | 6,461  | 6,262  | 5,979  | 5,948  | 6,527  | 7,048  | 6,626  | 6,706  | 6,993  | [ 5 ] |
| 4号線 | 乗降人員 | 12,672 | 11,734 | 11,405 | 10,986 | 10,959 | 12,137 | 13,097 | 11,833 | 12,044 | 12,663 | [ 5 ] |
| 6号線 | 乗車人員 | 2,407  | 3,123  | 3,647  | 3,795  | 4,091  | 4,660  | 5,237  | 6,164  | 6,901  | 6,867  | [ 6 ] |
| 6号線 | 降車人員 | 1,103  | 1,898  | 2,328  | 2,512  | 2,740  | 3,161  | 3,765  | 4,396  | 5,018  | 5,054  | [ 6 ] |
| 6号線 | 乗降人員 | 3,510  | 5,020  | 5,975  | 6,306  | 6,831  | 7,821  | 9,002  | 10,560 | 11,919 | 11,921 | [ 6 ] |
| 路線  | 路線     | 2010年 | 2011年 | 2012年 | 2013年 | 2014年 | 2015年 | 2016年 | 2017年 | 2018年 | 2019年 |       |
| 4号線 | 乗車人員 | 5,882  | 5,927  | 5,701  | 5,716  | 5,850  | 5,361  | 5,047  | 5,190  | 4,992  | 4,963  |       |
| 4号線 | 降車人員 | 7,215  | 7,238  | 6,869  | 6,932  | 7,177  | 6,699  | 6,310  | 6,349  | 6,010  | 5,858  |       |
| 4号線 | 乗降人員 | 13,097 | 13,165 | 12,570 | 12,648 | 13,027 | 12,059 | 11,357 | 11,539 | 11,002 | 10,821 |       |
| 6号線 | 乗車人員 | 6,959  | 7,170  | 7,200  | 7,153  | 7,715  | 7,699  | 7,586  | 7,564  | 7,201  | 7,086  |       |
| 6号線 | 降車人員 | 5,201  | 5,437  | 5,304  | 5,465  | 5,958  | 6,044  | 6,043  | 6,041  | 5,769  | 5,758  |       |
| 6号線 | 乗降人員 | 12,159 | 12,608 | 12,505 | 12,618 | 13,673 | 13,743 | 13,629 | 13,605 | 12,970 | 12,844 |       |

## 駅周辺
- 国防会館
- 南営駅
- 大韓民国国防部
- 大韓地方行政共済会
- 三角地治安センター
- ソウル龍山初等学校（朝鮮語版）
- ソウル地方報勲庁
- 龍山登記所
- ソウル龍山消防署（朝鮮語版）
- 戦争記念館
- 漢江路
- ソウル盲学校
- 龍山基地

## 隣の駅
ソウル交通公社
 4号線
淑大入口駅 (427) - 三角地駅 (428) - 新龍山駅 (429)
 6号線
孝昌公園前駅 (627) - 三角地駅 (628) - 緑莎坪駅 (629)